# Christelijke Afgescheiden Gemeenten
De Christelijke Afgescheiden Gemeenten waren een gereformeerd-protestants kerkverband in Nederland. Ze zijn ontstaan nadat koning Willem I zijn greep op de kerk wilde versterken door in 1816 bij Koninklijk Besluit een nieuw reglement in te voeren in de toenmalige Nederduitse Gereformeerde Kerk. Het reglement dat aan de kerk werd opgelegd moest de Dordtse Kerkorde uit 1618 vervangen. Dit was het begin van de Nederlandse Hervormde Kerk, die in 2004 is opgegaan in de Protestantse Kerk in Nederland. 
Tegelijkertijd was er veel kritiek op de verwatering van de leer in de Nederlandse Hervormde Kerken. Velen kwamen hierdoor in protest. Zo was Hendrik Scholte een van de initiatiefnemers die met de Afscheiding hun eigen kerk begonnen. In eerste instantie noemde deze kerk zich Gereformeerde Kerk, die zich al spoedig opsplitste in de Christelijke Afgescheiden Gemeenten en de Gereformeerde Kerken onder het Kruis.
De reden voor de splitsing was dat de kerk door de overheid werd vervolgd omdat zij de naam Gereformeerde Kerk gebruikte. Die naam ging volgens de overheid in tegen het reglement van 1816, waarin de oude Gereformeerde Kerk de naam Nederlandse Hervormde Kerk had gekregen. Dit leidde tot vervolging. Sommigen vonden de naam niet belangrijk genoeg om er vervolging voor te ondergaan en werden de Christelijke Afgescheiden Gemeenten. Anderen vonden dat zij principieel de voortzetting waren van de oude Gereformeerde Kerk. Zij kozen de naam Gereformeerde Kerken onder het Kruis, hierbij hun vervolging voor lief nemend.
Nadat in 1840 koning Willem I was afgetreden, werd de vervolging minder. Na een nieuwe grondwetswijziging in 1848 stopte deze geheel.
In 1869 kwam het weer tot een hereniging, onder de naam van Christelijke Gereformeerde Kerk in Nederland.